# His Regeneration
His Regeneration er en amerikansk stumfilm fra 1915 af Gilbert M. 'Broncho Billy' Anderson.

## Medvirkende
- Gilbert M. Anderson.
- Lee Willard.
- Marguerite Clayton.
- Hazel Applegate.
- Charles Chaplin.